# Poraniopsis inflatus
Poraniopsis inflatus är en sjöstjärneart som först beskrevs av Fisher 1906.  Poraniopsis inflatus ingår i släktet Poraniopsis och familjen kuddsjöstjärnor.
Artens utbredningsområde är Kalifornien.

## Underarter
Arten delas in i följande underarter:
- P. i. flexilis
- P. i. inflatus